# Ваніна Катерина Миколаївна
Катерина Миколаївна Ваніна (нар. 29 грудня 1985, с. Ваніно, Медвенський район, Курська область, РРФСР, СРСР) — українська спортсменка. П'ятиразова чемпіонка світу з гирьового спорту. Заслужений майстер спорту України.

## Спортивна кар'єра
У сімнадцять років поїхала з села Голобородьківське Карлівського району до Полтави, навчатися в кооперативному технікумі. У цей час почала відвідувати секцію гирьового спорту в Полтавській аграрній академії (тренер — Олег Мороз).

## Досягнення
- Чемпіонка світу (5): 2005, 2006, 2007, 2008, 2009.
- Віце-чемпіонка світу (1): 2004.
- Чемпіонка України (8): 2004, ….